# Nana Maru (schip, 1940)
De Nana Maru (Japans: 南阿丸) was een Japans transportschip uit de Seia Maru-klasse.

## Geschiedenis
Het schip werd op 17 juni 1939 besteld door Kokusai Kisen K.K., maar werd ten tijde van de bouw al overgenomen door Osaka Shosen Kaisha. Het schip werd gebouwd door Harima Zosensho K.K. en werd op 16 april 1940 te water gelaten en gedoopt tot de Nana Maru. Op 29 juni 1940 was het schip klaar en werd het in dienst genomen om tussen Japan en Zuid-Afrika te varen. De Nana Maru was het laatste schip dat nog aanmeerde in Zuid-Afrika nadat Engeland een blokkade had opgeworpen tegen Japanse koopvaardijschepen. Op 21 september 1941 werd het schip opgeëist door de Japanse Keizerlijke Marine om dienst te doen als militair transportschip.

### Bombardement
Op 23 januari 1942, tijdens de Slag om Balikpapan, werd het konvooi waarin het schip voer aangevallen door 9 Nederlandse Martin Model 166 bommenwerpers tezamen met 20 Brewsters van 2-VLG-V en 3-VLG-V. Twee vliegers van 2-VLG-V, 1e luitenant P.A. Hoyer en sergeant A.E. Stoové, wisten hun bommen op het schip te plaatsen. Door brand die daarop volgde vatte om 16:50 de diesel van het schip vlam. Om 17:30 werd het bevel gegeven om het schip te verlaten en om 21:00, na een grote explosie, zonk het schip naar de bodem van de oceaan.